# Gennaro Trama
Gennaro Trama (* 18. September 1856 in Neapel; † 9. November 1927) war ein italienischer Geistlicher und Bischof von Lecce.

## Leben
Er war der Sohn von Antonio Trama und dessen Ehefrau Matacena Angela. Die Priesterweihe empfing er am 18. Dezember 1880 durch den Erzbischof von Neapel Guglielmo Kardinal Sanfelice.
Nachdem er am 16. Dezember 1901 zum Titularbischof von Capharnaum ernannt worden war, spendete ihm am 22. Dezember desselben Jahres der Kardinalbischof von Porto e Santa Rufina Lucido Maria Parocchi die Bischofsweihe; Mitkonsekratoren waren Bischof Luigi Lazzareschi und der ehemalige Bischof von Gubbio, Erzbischof Giustino Adami. Gennaro Trama wurde am 14. Februar 1902 Bischof von Lecce.
Er starb im Alter von 71 Jahren und wurde in der Kathedrale von Lecce beigesetzt.